# Trapelus megalonyx
Trapelus megalonyx là một loài thằn lằn trong họ Agamidae. Loài này được Günther mô tả khoa học đầu tiên năm 1864.